# 157 (số)
157 (một trăm năm mươi bảy) là một số tự nhiên ngay sau 156 và ngay trước 158.